# Titán (együttes)
A Titán zenekar  2003-ban alakult Szászrégenben, Erdélyben, egy gimnáziumi együttesből nőtte ki magát. Az év júliusában lemezfelvételi lehetőséghez jutottak a szatmári Sendus Music lemezkiadónál, és itt rögzítették az első, „Titánium” című lemezüket, amely 2003 szeptemberében meg is jelent az erdélyi zenei piacon.
Nem sokkal megalakulásuk után megnyerték az országos „Saint-George Rock Night" fesztiválon a II. helyezést. Az együttes akkori felállása:
- Tisza Kálmán - dob
- Vizi Imre - basszusgitár
- Géczi János - billentyűs hangszerek
- Nagy Róbert Brai  - szólógitár
- Szabó Előd - ének

2004 augusztusában újból stúdióba vonult a zenekar, így megszületett a „12 titok” című lemezük, amely ugyancsak a Sendus Music kiadónál jelent meg 2005 áprilisában.
2005 decemberében "Médiabefutó" elnevezésű tehetségkutatón a „Romantikán túl" című dalukkal megnyerték a Román Televízió és a Félsziget Fesztivál különdíját.
2023-ban megnyerték A Dal 2023 című tehetségkutató műsort Éjféli járat című dalukkal.

## Jelenlegi tagok
- Tisza Kálmán - dobok
- Banga Dániel Gábor  - basszusgitár
- Boér Károly -  akusztikus gitár
- Géczi János - billentyűs hangszerek
- Nagy Attila - elektromos gitár
- Szabó Előd - akusztikus gitár, ének

## Lemezek
- Titánium - 2003
- 12 titok - 2005
- A legújabb holnap - 2010
- Az a sok szép tél (koncertlemez) - 2013
- Titánium 2 - 2015
- Égig érő fák - 2017
- 15 Év Titán - 2018

## Díjak
- Saint-George Rock Night II. díj - 2004
- Médiabefutó - Román Televízió különdíj - 2005
- Transylvanian Music Awards - Az Év Legjobb Rockzenekara - 2012
- Transylvanian Music Awards - Az Év Legjobb Rockzenekara - 2013
- A DAL 2023 - Az Év Magyar Slágere - 2023
- Az Év Dala 2023 - Petőfi Zenei Díj - 2023

| Előző Oláh Ibolya (2022) | A Dal győztese 2023 (Az Éjféli járat című dallal) | Következő László Evelin (2024) |